# Postfiks
Postfiks (łac. post „po” i fixus „umocowany”) – rodzaj afiksu występujący po rdzeniu wyrazowym. Postfiksy mogą być sufiksami słowotwórczymi lub końcówkami fleksyjnymi. Np. w formie pracownikom po rdzeniu prac- wyróżniamy postfiksy -ow-, -nik- oraz -om, z których dwa pierwsze to sufiksy słowotwórcze, a ostatni to końcówka fleksyjna.